# Bezenye
Bezenye é um município da Hungria, situado no condado de Győr-Moson-Sopron. Tem 30,03 km² de área e sua população em 2015 foi estimada em 1.302 habitantes.